# 용강도서관
용강도서관은 전라남도 광양시에 있는 공립 도서관이다.

## 연혁
- 2018년 3월 30일 개관.